# Coogans Bluff
Coogans Bluff ist eine 2003 in Rostock gegründete Rockband. Sie spielt eine abwechslungsreiche Mischung aus Soul, Kraut- und Progressive-Rock. Die Band benannte sich nach dem gleichnamigen Film Coogans großer Bluff.

## Geschichte
Coogans Bluff wurde von den Brüdern Charlie Paschen und Willi Paschen sowie Clemens Marasus und Thilo Streubel gegründet. Die ersten Jahre spielten die Jungs eine Mischung aus Stoner Rock und Punk, veröffentlichen einige EPs in Eigenregie (Teach Me Tiger 2003, Flex till Death 2004) und spielten etliche Shows in ganz Deutschland. 2006 veröffentlichte die Band die EP Fisch auf dem italienischen Label Morgana Records.
2007 erschien ihre erste Langspielplatte, CB Funk, auf dem Label Dritte Wahl Records. CB Funk zeichnet sich vor allem durch den Wechsel von langen psychedelischen Liedern und kurzen knackigen Nummern aus. Die Band erzielte 2007 erstmals größere nationale Aufmerksamkeit und spielte ihre erste Nordeuropatour mit der Berliner Band Rotor.
2011 erschien das Album Magic Bubbles bei World in Sound Records. Zu diesem Zeitpunkt zogen die Bandmitglieder nach Berlin und Leipzig um.
Das 2012 erschienene Album Poncho Express, auf dem Berliner Label Noisolution veröffentlicht, zeigt verstärkt Einflüsse von Fusion und Jazzrock sowie Funk und Soul. Dies ist vor allem Max Thum (Saxophon) und Stefan Meinking (Posaune) geschuldet, die zu diesem Zeitpunkt feste Mitglieder von Coogans Bluff wurden. Auch übernahm Clemens Marasus erstmals den Gesang auf einem Album. Zu dem Lied Beefheart erschien ein Video.
2013 verließ Thilo Streubel die Band. Im Jahr darauf veröffentlichte Coogans Bluff das vierte Album Gettin’ Dizzy und ging auf eine ausgedehnte Europatour.
Für 2016 kündigte die Band ein neues Album an. Flying To The Stars erschien am 27. Mai 2016 bei Noisolution. Die anschließende Europa-Tour zum Album wurde komplett mitgeschnitten. Einige Aufnahmen dieser Tour wurden auf dem ersten offiziellen Livealbum der Band Bluff Live am 17. November 2017 veröffentlicht.
Im Januar 2020 erschien mit Metronopolis das sechste Studioalbum der Band, welches von der Musikkritik positiv aufgenommen wurde. So vergab die Visions 10 von 12 Punkten und bezeichnete es als „ein Album wie ein interplanetarisches Wimmelbild“. 

## Diskografie
Alben
- 2007: CB Funk (LP/CD, Dritte Wahl Records)
- 2011: Magic Bubbles (LP/CD, World in Sound Records)
- 2012: Poncho Express (LP/CD, Noisolution)
- 2014: Gettin' Dizzy (LP/CD, Noisolution)
- 2016: Flying To The Stars (LP/CD, Noisolution)
- 2017: Bluff Live (2LP/CD, Noisolution)
- 2020: Metronopolis (LP/CD, Noisolution)
- 2024: Balada (LP/CD, Noisolution)

EPs
- 2003: Teach Me Tiger (CD, Eigenveröffentlichung)
- 2004: Flex till Death (CD, Eigenveröffentlichung)
- 2006: Frischer Fisch (CD, Morgana Records)

Singles
- 2004: Coogans Bluff / Mandala Toursplit (7")
- 2014: Ein Herz voller Soul / She Gave Her Life for a Man (7", H42Records)